# حسینیه محمدیه نائین
حسینیه محمدیه نائین مربوط به دوره قاجار است و در نائین، محمدیه، محله میدان بالا، جنب مسجد محمدیه واقع شده و این اثر در تاریخ ۲۴ اسفند ۱۳۸۳ با شمارهٔ ثبت ۱۱۵۶۶ به‌عنوان یکی از آثار ملی ایران به ثبت رسیده است.
این حسینیه تاریخی در سال ۱۳۹۵ه.ش با فرش ماشینی یکپارچه ۸ضلعی با قطر ۱۰ مترمربع به انضمام فرش صفه ها مفروش گردید. در طراحی این فرش توسط گروه تخصصی فرش اسلیمی از گلهای شاه عباسی زیبا در زمینه سرمه ای استفاده شده، در نهایت این فرش یکپارچه تولید و نصب گردید.

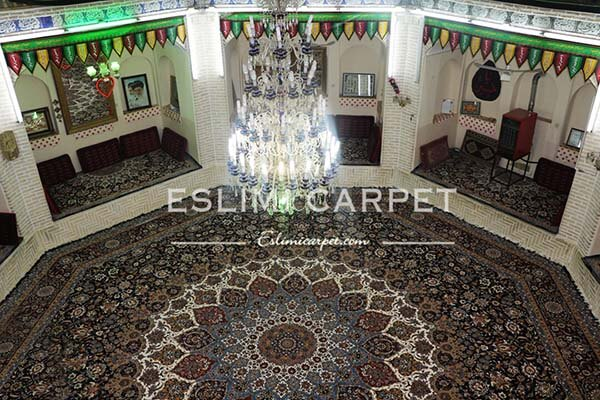
فرش یکپارچه حسینیه محمدیه طراحی شده توسط گروه تخصصی فرش اسلیمی